# Leek Wootton
Pour les articles homonymes, voir Wootton.
Leek Wootton est un village du Warwickshire, en Angleterre. Il est situé dans le centre du comté, à 3 km au sud de Kenilworth et à 4 km au nord de Warwick. Administrativement, il constitue la principale localité de la paroisse civile de Leek Wootton and Guy's Cliffe, qui relève du district de Warwick.

## Toponymie
Wootton est un toponyme d'origine vieil-anglaise assez répandu en Angleterre. Il désigne une ferme (tūn) située à l'intérieur ou à proximité d'une forêt (wudu). Celui de Leek Wootton est attesté sous la forme Wottona en 1122. L'élément Leek est ajouté au plus tard en 1285, date à laquelle le village est mentionné comme Lecwotton. Il s'agit d'une possible référence à la culture du poireau (lēac en vieil anglais) dans la région.

## Démographie
Au recensement de 2011, la paroisse civile de Leek Wootton and Guy's Cliffe, qui comprend également les hameaux de Guy's Cliffe, Hill Wootton, Chesford, Goodrest, North Woodloes et Middle Woodloes, comptait 1 017 habitants.